# Agelas carpenteri
Agelas carpenteri är en svampdjursart som först beskrevs av Gray 1867.  Agelas carpenteri ingår i släktet Agelas och familjen Agelasidae.
Artens utbredningsområde är Madagaskar. Inga underarter finns listade i Catalogue of Life.